# Alex Galchenyuk
Alexander Alexandrovich Galchenyuk (Milwaukee, 12 febbraio 1994) è un hockeista su ghiaccio statunitense, di ruolo attaccante, che gioca per gli SKA San Pietroburgo, squadra della KHL.

## Biografia

### Club

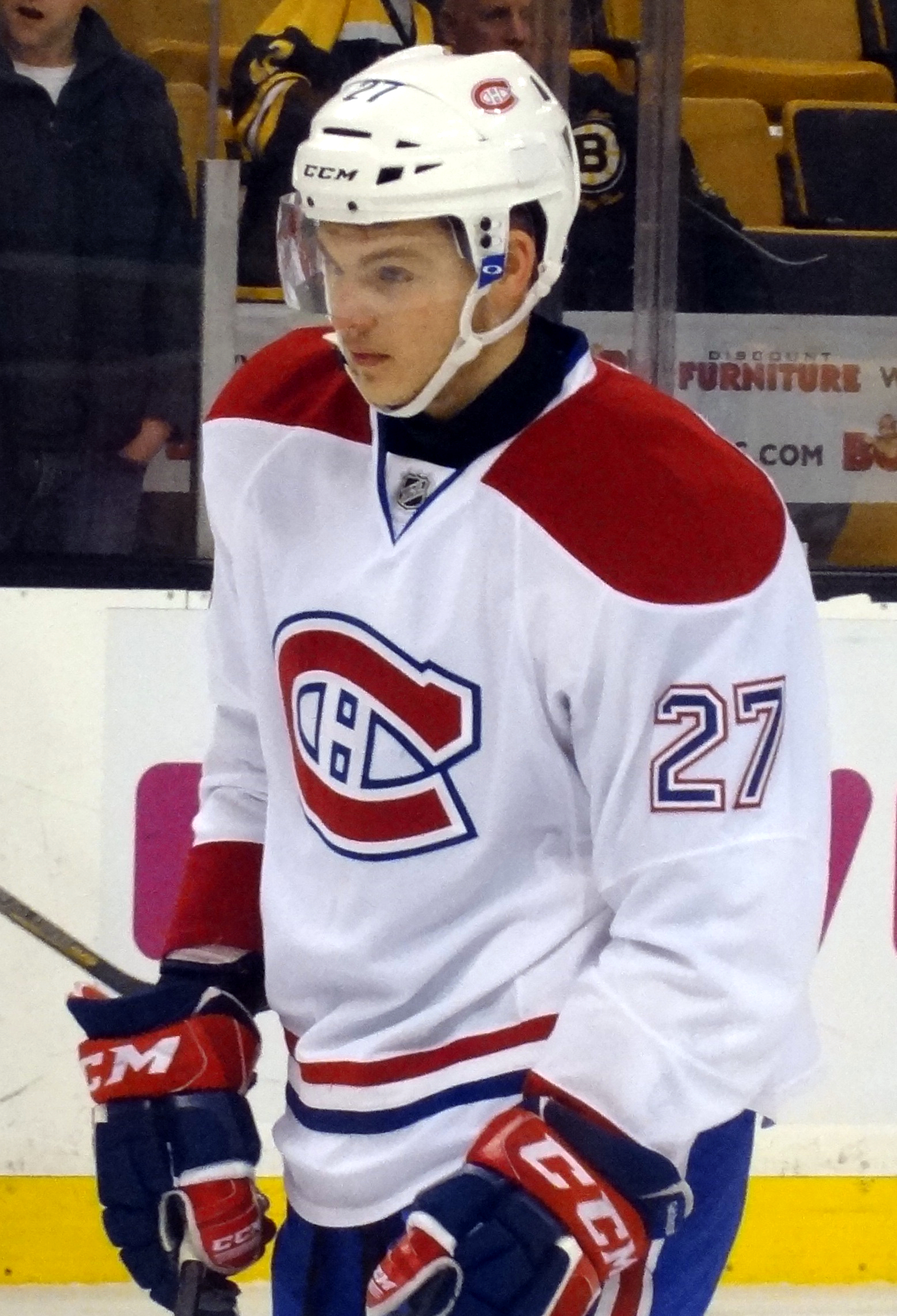
Galchenyuk nel 2013

Galchenyuk è di origini bielorusse: nacque negli Stati Uniti quando il padre Alexander Nikolaievitch Galchenyuk, anch'egli giocatore di hockey su ghiaccio, giocava in IHL coi Milwaukee Admirals. Trascorse tuttavia gran parte dell'infanzia e dell'adolescenza in Europa.
Nel 2012, quando giocava nella lega giovanile canadese Ontario Hockey League coi Sarnia Sting, venne scelto al draft dai Montreal Canadiens, come terza scelta assoluta. Aveva perso gran parte della stagione 2011-2012 a causa di un infortunio al ginocchio, ma ciononostante i Canadiens gli fecero sottoscrivere già nel luglio del 2012 un contratto triennale. Al termine del contratto sottoscrisse un nuovo accordo biennale, fino al termine della stagione 2016-2017; un ulteriore prolungamento di tre anni, fino all'estate 2020, venne poi sottoscritto nel luglio del 2017.
Nell'estate del 2018 Montréal e gli Arizona Coyotes siglarono un accordo per uno scambio tra Gachenyuk e Max Domi. Nonostante le buone prestazioni personali (fu il miglior marcatore della squadra), l'esperienza coi Coyotes durò una sola stagione: nel giugno 2019 fu ceduto ai Pittsburgh Penguins. Ancor meno rimase coi Penguins: già a febbraio fu ceduto ai Minnesota Wild, assieme a Calen Addison, in cambio di Jason Zucker.
Al termine della stagione rimase senza contratto fino al mese di ottobre del 2020, quando sottoscrisse un accordo annuale con gli Ottawa Senators. Già il 13 febbraio 2021 Galchenyuk e Cedric Paquette furono ceduti ai Carolina Hurricanes in cambio di Ryan Dzingel, ma due giorni dopo, senza mai essere sceso sul ghiaccio con Carolina, Galchenyuk entrò in ulteriore scambio che lo portò ai Toronto Maple Leafs in cambio di Egor Korshkov e David Warsofsky.
Nell'ottobre del 2021 ha fatto ritorno ai Coyotes, con cui firmò un contratto fino al termine della stagione. Rimasto senza squadra, nel precampionato si allenò coi Colorado Avalanche che tuttavia non lo misero sotto contratto a causa di un infortunio alla schiena; dovette attendere il successivo mese di novembre per sottoscrivere un accordo di prova con i Colorado Eagles in American Hockey League. Gli Eagles erano affiliati degli Avalanche e nel corso della stagione si è diviso tra le due squadre.
A pochi giorni dalla scadenza del suo contratto, Galchenyuk venne ceduto dagli Avalanche ai Nashville Predators. Rimasto nuovamente senza squadra, il 1º luglio firmò per la terza volta in carriera con i Coyotes, ma venne licenziato dopo soli dodici giorni: venne infatti arrestato per aver aggredito degli agenti di polizia dopo un incidente stradale da lui causato, e la squadra sciolse il contratto, nonostante poi lo stesso Galchenyuk si fosse successivamente scusato per il suo comportamento. Nel successivo mese di agosto siglò un accordo biennale con il Sportivnyj Klub Armii Sankt-Peterburg che milita nella Kontinental Hockey League.

### Nazionale
Galchenyuk ha militato nelle nazionali statunitensi.
A livello giovanile ha contribuito alla vittoria di un'edizione del campionato mondiale di hockey su ghiaccio Under-20 (Russia 2013). Con la nazionale maggiore ha disputato due edizioni dei mondiali: gli statunitensi vinsero il bronzo nel 2013, mentre nel 2022 furono quarti.

## Palmarès

### Nazionale
- Campionato mondiale di hockey su ghiaccio:

: Finlandia/Svezia 2013
- Campionato mondiale di hockey su ghiaccio Under-20

 Russia 2013